# Nokere Koerse 2016
Das 71. Nokere Koerse 2016 war ein belgisches Straßenradrennen. Das Eintagesrennen wurde gestartet in Deinze und endete in Nokere am Nokereberg nach 199,5 km. Es fand am Mittwoch, dem 16. März 2016, statt und gehörte zur UCI Europe Tour 2016 und war dort in der Kategorie 1.HC eingestuft. In den Vorjahren war das Rennen immer in der Kategorie 1.1 klassiert worden.

## Teilnehmende Mannschaften
| WorldTeams (7)- BMC Racing Team - Etixx-Quick Step - FDJ - Lotto NL-Jumbo - Lotto-Soudal - Sky - Tinkoff Professional Continental Teams (13)- Bora-Argon 18 - CCC Sprandi Polkowice - Cofidis, Solutions Crédits - Delko-Marseille Provence-KTM - Fortuneo-Vital Concept - Gazprom-RusVelo - Nippo-Vini Fantini - ONE Pro Cycling - Roompot-Oranje Peloton - Team Roth - Stölting Service Group - Topsport Vlaanderen-Baloise - Wanty-Groupe Gobert Continental Teams (5)- Crelan-Vastgoedservice - Joker - Veranclassic-Ago - Verandas Willems - Wallonie Bruxelles-Group Protect |
| |

## Rennergebnis
| #      | Fahrer               | Team                                    | Zeit       |
| ------ | -------------------- | --------------------------------------- | ---------- |
| Sieger | Timothy Dupont       | Vérandas Willems                        | 4h 34' 39" |
| 2.     | Kristoffer Halvorsen | Team Joker                              | gl. Zeit   |
| 3.     | Dylan Groenewegen    | Team Lotto NL-Jumbo                     | gl. Zeit   |
| 4.     | Baptiste Planckaert  | Wallonie Bruxelles-Group Protect        | gl. Zeit   |
| 5.     | Jauheni Hutarowitsch | Fortuneo-Vital Concept                  | gl. Zeit   |
| 6.     | Michel Kreder        | Roompot Oranje Peloton                  | gl. Zeit   |
| 7.     | Gerry Druyts         | Crelan-Vastgoedservice Continental Team | gl. Zeit   |
| 8.     | Gianni Moscon        | Team Sky                                | gl. Zeit   |
| 9.     | Eduard-Michael Grosu | Nippo-Vini Fantini                      | gl. Zeit   |
| 10.    | Kenny Dehaes         | Wanty-Groupe Gobert                     | gl. Zeit   |